# Society of Automotive Engineers
Society of Automotive Engineers (cat: Associació dels enginyers d'automòbils) o SAE (acrònim de la entitat en anglès) és una organització d'estandardització en diversos sectors industrials amb seu als EUA però amb projecció mundial. Els principals sectors són el transport en indústries com l'automoció, l'aeroespacial i el transport comercial. SAE té més de 127.000 membres internacionalment. SAE fou creat el 1904.

## Estàndard definits
- Vehicles terrestres : ha publicat més de 1600 normes tècniques i recomanacions per a vehicles de passatgers i altres usos. També especifica referències per a la mesura de diversos paràmetre (potència, connectors, classificació d'olis, enllumenat, frens, xarxes de comunicació vehiculars...)[3]
- Vehicles aerospacials : ha publicat més de 6400 documents tècniques per a la indústria aerospacial.

## Estàndards vehicles terrestres
En podem fer esment:
- SAE J551 : normativa compatibilitat EMC d'immunitat per a components emprats en vehicles terrestres i barques a motor
- SAE J1113 : normativa compatibilitat EMC d'immunitat per a vehicles terrestres i barques a motor
- SAE J2954: és un estàndard per a la transferència d'energia sense fil (WPT) per a vehicles elèctrics.